# 银色长颏鳂
银色长颏鳂（学名：Neoniphon argenteus），又名銀新東洋鰃，为金鱗魚科的一種，分布於印度太平洋區，從東非至法屬波里尼西亞，北從日本，南至澳洲、新喀里多尼亞海域，棲息深度1-18公尺，體長可達24公分，棲息在珊瑚礁區、潟湖，以無脊椎動物為食。

## 擴展閱讀
維基物種上的相關：銀新東洋鰃